# باشگاه فوتبال مغان
باشگاه فوتبال مغان (ترکی آذربایجانی: Muğan Futbol Klubu) یک باشگاه فوتبال پیشین در شهر سالیان کشور جمهوری آذربایجان بود. ورزشگاه مجموعه ورزشی المپیک سالیان میزبان بازیهای این تیم در برابر سایر تیمها بود.